# Clubiona bishopi
Clubiona bishopi là một loài nhện trong họ Clubionidae.
Loài này thuộc chi Clubiona. Clubiona bishopi được miêu tả năm 1958 bởi Edwards.